# Thilouze
Thilouze é uma comuna francesa na região administrativa do Centro, no departamento Indre-et-Loire. Estende-se por uma área de 33,84 km². Em 2010 a comuna tinha 1 776 habitantes (densidade: 52,5 hab./km²).